# Tomasz Balbus
Tomasz Balbus (ur. 1970) – polski historyk, dr hab. nauk humanistycznych, profesor uczelni Wydziału Studiów Stosowanych Dolnośląskiej Szkoły Wyższej.

## Życiorys
Urodził się w 1970. Studiował historię na Uniwersytecie Wrocławskim, 13 marca 2002 obronił pracę doktorską Zrzeszenie „Wolność i Niezawisłość” (WiN) na Śląsku w latach 1945–1948 w świetle źródeł własnych i materiałów aparatu represji, 16 grudnia 2009 habilitował się na podstawie pracy zatytułowanej „Jurandowcy”. Powstańcy wileńscy 1944. Historia i życie codzienne 1 Brygady Wileńskiej Armii Krajowej.
Pracował w Instytucie Pamięci Narodowej – Komisji Ścigania Zbrodni przeciwko Narodowi Polskiemu, oraz był profesorem nadzwyczajnym w Instytucie Bezpieczeństwa i Spraw Międzynarodowych na Wydziale Nauk Społecznych i Dziennikarstwa Dolnośląskiej Szkoły Wyższej.
Jest profesorem uczelni na Wydziale Studiów Stosowanych Dolnośląskiej Szkoły Wyższej.
Został naczelnikiem Oddziałowego Archiwum Instytutu Pamięci Narodowej we Wrocławiu.

## Odznaczenie
- Brązowy Krzyż Zasługi (2009)[5]